# Parque nacional de Chizarira
El Parque nacional de Chizarira (en inglés: Chizarira National Park) se encuentra en el norte de Zimbabue. Con 2.000 kilómetros cuadrados (490.000 acres), es uno de los Parques Nacionales más grandes, y también uno de los menos conocidos debido a su situación aislada en la escarpa de Zambezi. Cuenta con buenas y diversas poblaciones de fauna y un paisaje majestuoso.
La escarpa cae abruptamente a través de unos 600 metros (2.000 pies) sobre el piso del valle del río Zambezi y ofrece magníficas vistas hacia el lago Kariba, a 40 kilómetros (25 millas) al norte. Ríos como el Mcheni y Lwizikululu han cortado gargantas casi verticales en la escarpa.